# John Thomas (fotógrafo)
John Thomas (Llanfair Clydogau, 1838-Liverpool, 1905) fue un fotógrafo británico especializado en retratos, y en las imágenes sobre la arquitectura religiosa.

## Biografía
Nacido en Llanfair Clydogau en 1838, fue educado en la localidad de Cellan; por algún tiempo trabajó como vendedor en una sedería o tienda de telas en Lampeter. En 1853 se trasladó a la importante ciudad inglesa de Liverpool a pie y permaneció allí durante unos diez años, siempre como dependiente en una tienda de telas.
En 1863 se convirtió en director de un estudio de fotografía en Liverpool. En 1867 fundó la Galería Cámbrica en Liverpool, una sociedad que producía tarjetas de visita y de felicitación.
Murió en 1905 en la casa de su hijo Albert Ivor (1870-1911). Fue enterrado en el cementerio de Anfield, en Liverpool.
Se vendió una selección de cerca de 3100 negativos debidos a Thomas a sir Owen Morgan Edwards quien luego donó tal colección a la Biblioteca Nacional de Gales; en 1970 la misma colección fue catalogada y preparada para ser accesible con técnicas actualizadas. La colección entera fue digitalizada en 2001.

## Galería

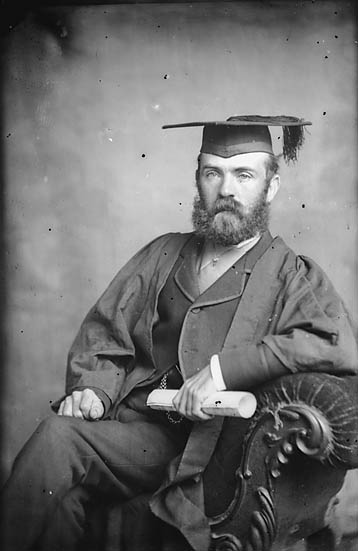
Thomas Powel (1845-1922), 1875
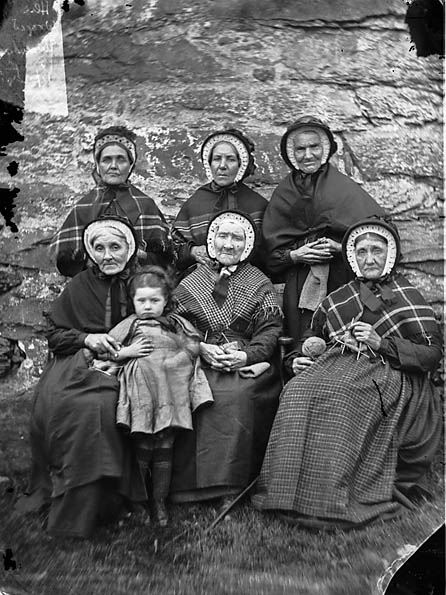
Mujeres de Ysbyty Ifan, 1875
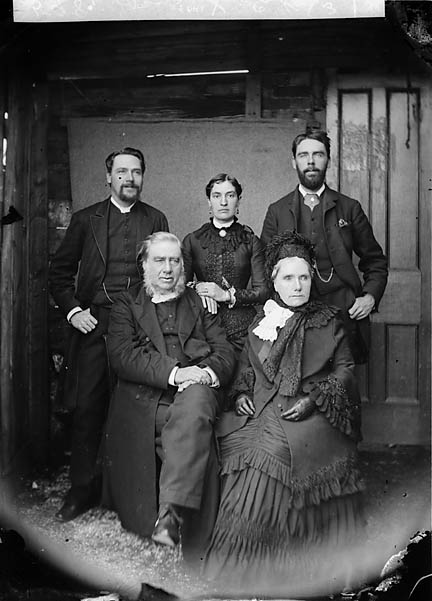
Familia Jones 1883
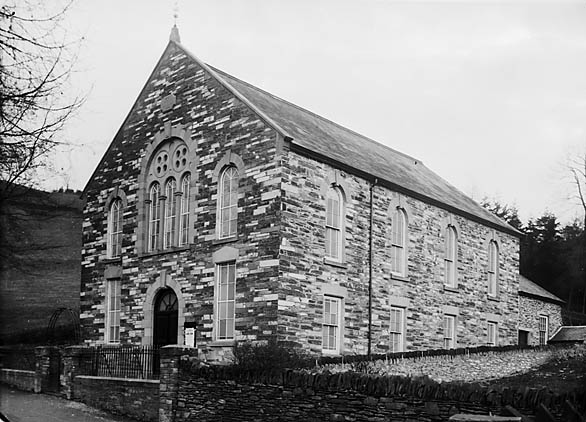
Iglesia bautista, 1885
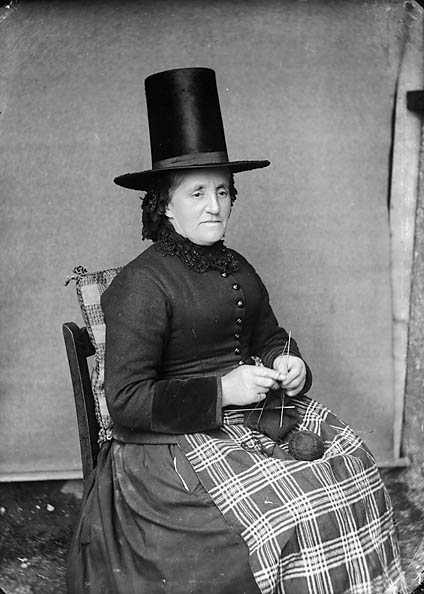
Mujer en hábitos tradicionales galeses. 1885
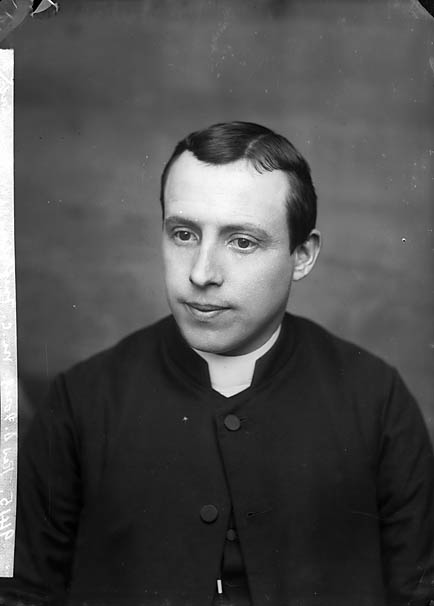
El reverendo D. Jones 1885
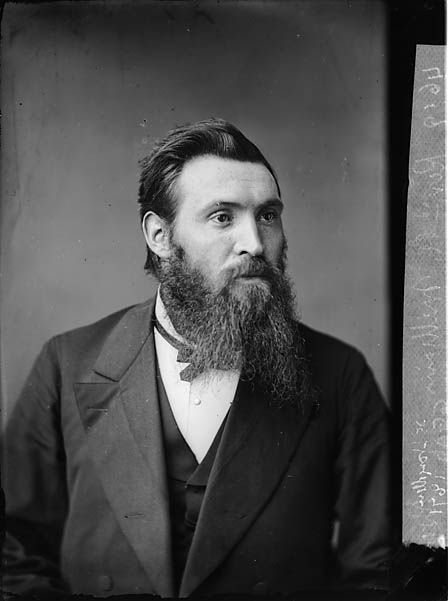
El reverendo Aaron Williams 1871
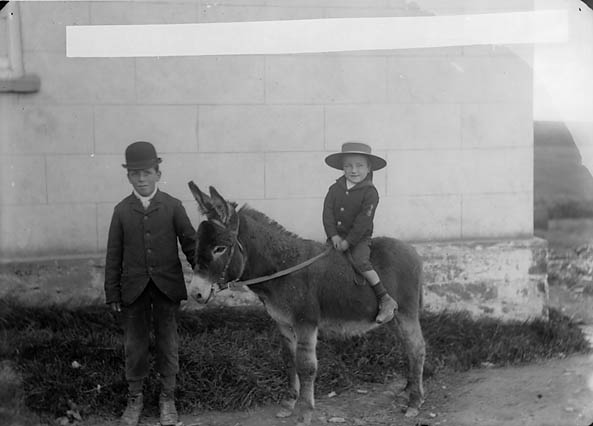
Un chico con un burro, Pembroke 1885